# پاپ لئون یکم

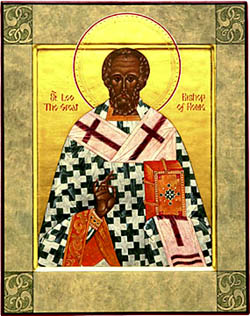
پاپ لئون یکم

پاپ لئون یکم (به انگلیسی: Pope Leo I) (تولد: ۴۰۰ - درگذشت :۱۰ نوامبر ۴۶۱ )یکی از پاپ‌های کلیسای کاتولیک رم بود که در رم به دنیا آمد و بین سال‌های ۴۴۰ تا ۴۶۱ میلادی پاپ بود.